# Maladera farsensis
Maladera farsensis är en skalbaggsart som beskrevs av Rudolph Petrovitz 1980. Maladera farsensis ingår i släktet Maladera och familjen Melolonthidae. Inga underarter finns listade i Catalogue of Life.